# Lycosa bistriata
Lycosa bistriata là một loài nhện trong họ Lycosidae.
Loài này thuộc chi Lycosa. Lycosa bistriata được Frederick Henry Gravely miêu tả năm 1924.